# Lo Peladet
Lo Peladet és una muntanya de 1.465,5 metres d'altitud que es troba entre els municipis de Camarasa, en el seu enclavament de Rúbies, a la Noguera, i Llimiana al Pallars Jussà. Està situada justament al nord i damunt del poble de Rúbies.
Forma part de la carena del Montsec de Rúbies, a la part occidental d'aquesta serra, just al sud de la vila de Llimiana.
Aquest cim està inclòs al llistat dels 100 cims de la FEEC

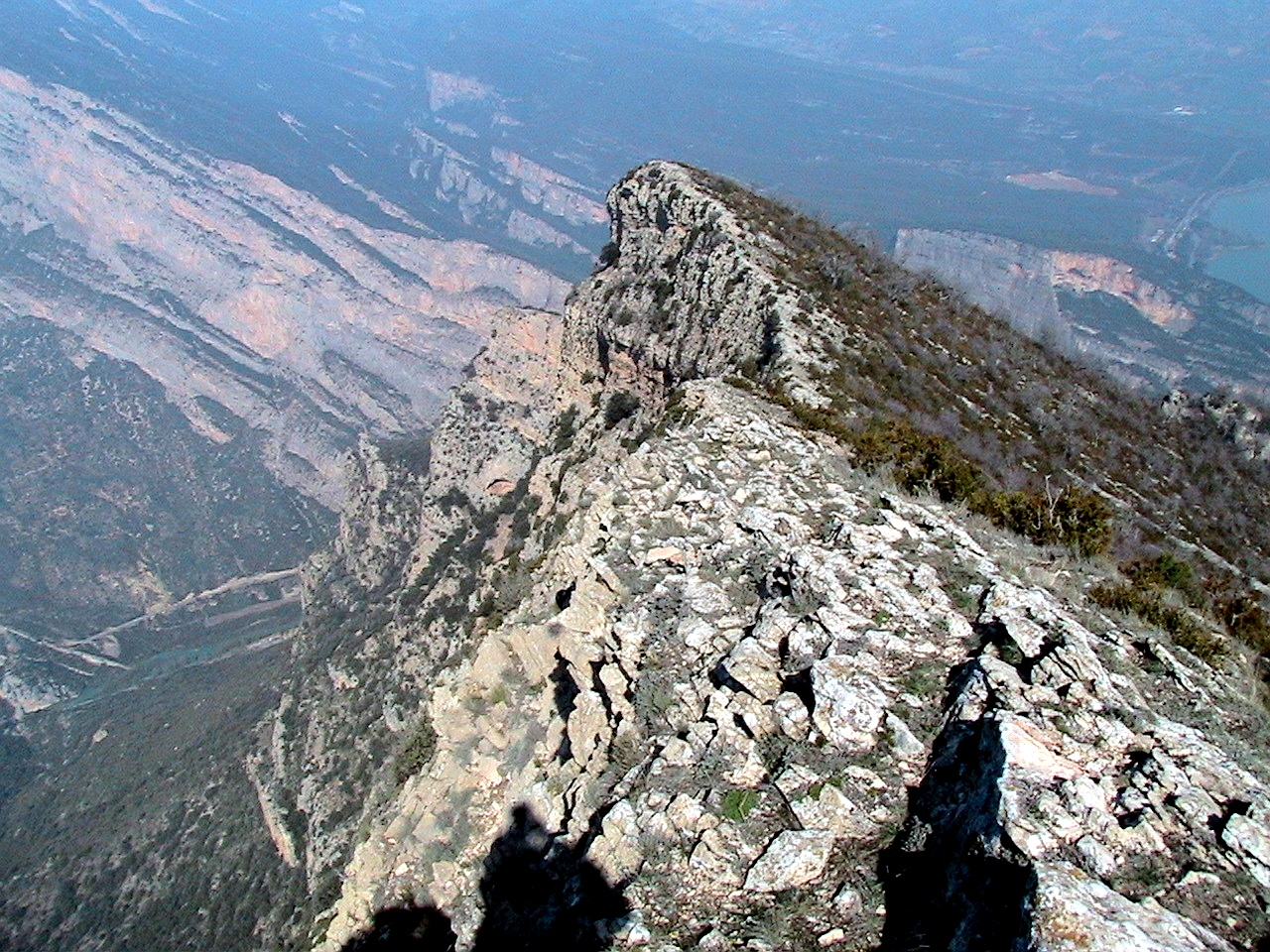
Carena del Peladet, baixant al Pas de la Lloba, al Montsec de Rúbies
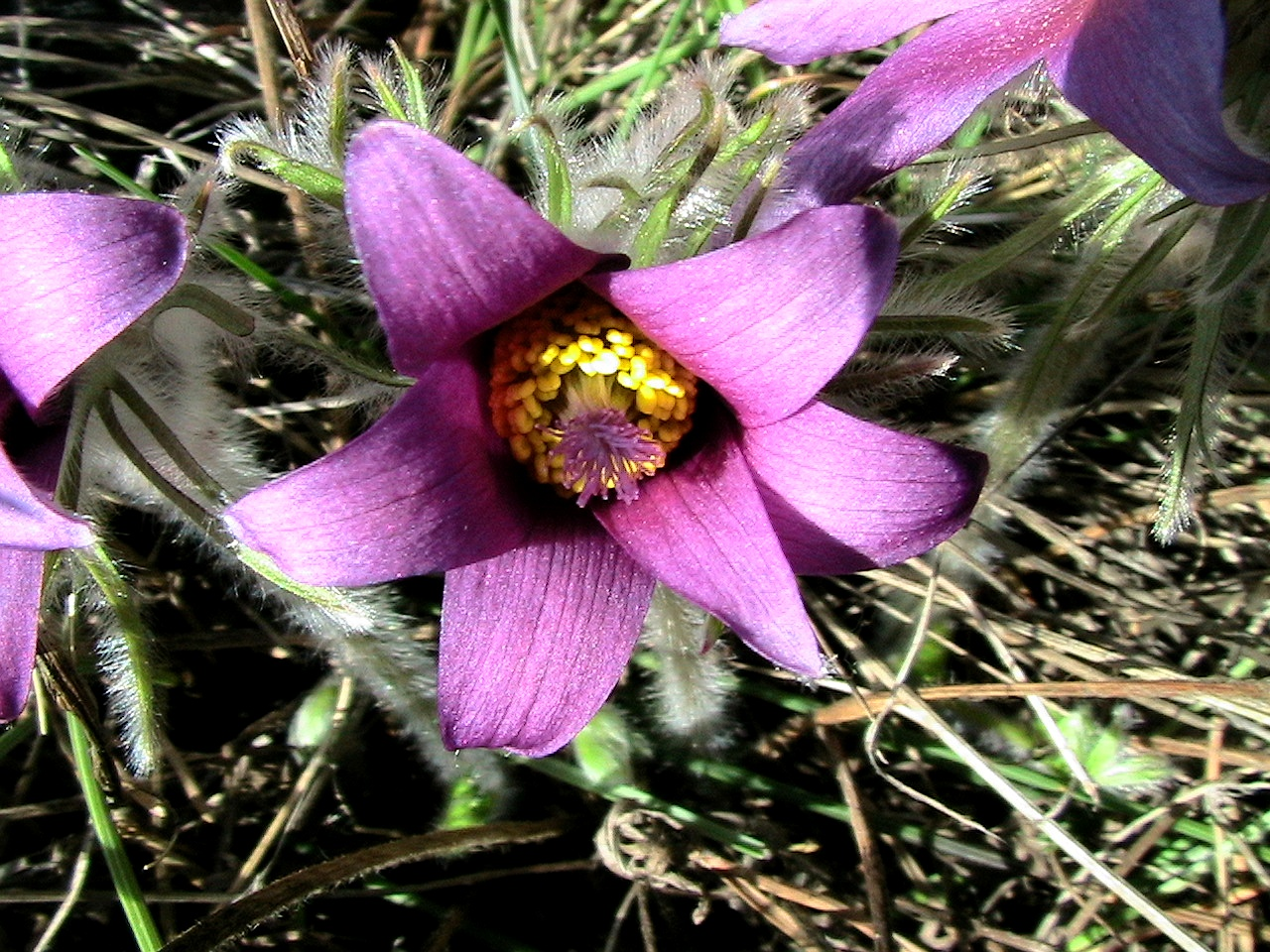
Pulsatil-la vermella (Pulsatilla rubra). Presa a l'esquenall del Peladet